# David Jackson (baloncestista de 1982)
David Dwayne Jackson Jr. (Gaithersburg, Maryland, 12 de agosto de 1982) es un jugador de baloncesto de los Estados Unidos que juega en la posición de escolta y mide 1,95 m. 

## Trayectoria

### Clubes
| Club                      | País        | Año             |
| ------------------------- | ----------- | --------------- |
| Defensor Sporting         | Uruguay     | 2007 - 2008     |
| Grises de Humacao         | Puerto Rico | 2008            |
| Peñarol de Mar del Plata  | Argentina   | 2008 - 2009     |
| La Unión de Formosa       | Argentina   | 2009 - 2011     |
| Guaiqueríes de Margarita  | Venezuela   | 2011            |
| Flamengo                  | Brasil      | 2011 - 2012     |
| Peñarol de Mar del Plata  | Argentina   | 2012            |
| Gimnasia Indalo           | Argentina   | 2012 - 2013     |
| Cangrejeros de Santurce   | Puerto Rico | 2013            |
| Winner Limeira            | Brasil      | 2013 - 2014     |
| Cangrejeros de Santurce   | Puerto Rico | 2014            |
| Winner Limeira            | Brasil      | 2014 - 2015     |
| Quimsa                    | Argentina   | 2015 - 2016     |
| Vasco da Gama             | Brasil      | 2016 - 2018     |
| Franca                    | Brasil      | 2018 - 2020     |
| Fuerza Regia de Monterrey | México      | 2020            |
| Minas Tênis Clube         | Brasil      | 2020 - 2021     |
| Franca                    | Brasil      | 2021 - Presente |

## Palmarés
- Copa Intercontinental: 2023 MVP[9]